# گروه گیمینگ اینوویشن
گروه گیمینگ اینوویشن (انگلیسی: Gaming Innovation Group) شرکت شرط‌بندی ورزشی نروژی است، که در سال ۲۰۰۸ تأسیس شد.